# Brian Joo
Brian Joo (Los Ángeles, California, 10 de enero de 1981), también conocido simplemente como Brian (hangul: 브라이언 ()), es un cantante y rapero surcoreano-estadounidense, conocido por ser miembro del dúo musical masculino surcoreano Fly to the Sky. Su primer álbum en solitario, The Brian, fue lanzado en diciembre de 2006, y su segundo álbum en solitario, Manifold, fue lanzado en diciembre de 2009.

## Biografía, primeros años y educación
Brian Joo nació el 10 de enero de 1981 en Los Ángeles, California, de padres surcoreanos. Joo creció en Nueva Jersey y hablaba coreano en casa. Sus padres trabajaban en casinos de Atlantic City y su hermano, Jason Joo, es oficial de la Marina de Estados Unidos.
Mientras asistía a Holy Spirit High School, un amigo lo inscribió para una audición con Brothers Entertainment. Después de varios meses de entrenamiento, fue enviado a SM Entertainment en Corea del Sur, y el 9 de diciembre de 1999, hizo su debut como uno de los dos miembros de Fly to the Sky, junto con Hwanhee.
Joo fue aceptado en la Universidad de Rutgers, pero no asistió debido a las exigencias de su carrera musical. Posteriormente, se matriculó en la Universidad Dongguk, donde se graduó en el Departamento de Teatro y Cine.

## Fly to the Sky
Joo es miembro de Fly to the Sky junto con Hwanhee, siendo cantante y rapero al mismo tiempo. A medida que Fly to the Sky hacía su transición musical del K-pop tradicional al R&B pesado, Joo se sentía descontento e inferior, y sentía que Hwanhee era más apreciado por sus habilidades vocales.
Desde 2005, ha aparecido en varios programas de variedades, incluido Music Core de MBC en 2006 y Green Gold de SBS en 2009.
En agosto de 2009, los miembros de Fly to the Sky decidieron dar una pausa al grupo para continuar con sus carreras en solitario bajo diferentes compañías discográficas.
El 14 de abril de 2014, Brian Joo anunció en Twitter que Fly to the Sky regresaría en mayo. Posteriormente, la banda firmó con H2 Media, la agencia de Hwanhee. En ese año, lanzaron su noveno álbum Continiuum junto con la canción principal es "You You You". El sencillo alcanzó el número uno en la lista digital de Gaon.
A pesar de estar en una pausa de 5 años, Hwanhee y Brian expresaron su buen trabajo en equipo y su sólida amistad en una entrevista, diciendo: "Había rumores sobre que éramos homosexuales y que nos gustaban los hombres, pero no es así. Somos tan cercanos que la gente siente lo mismo por nosotros”.

## Carrera en solitario

### 2006-2008:Show! Music Corey debut en solitario conThe Brian
En mayo de 2006, Joo se convirtió en copresentador de Show! Music Core junto a la actriz Jang Mi-inae. Más tarde, en ese mismo año, ganó el Premio de Popularidad en los MBC Entertainment Awards de 2006 por su trabajo en el programa.
Joo lanzó su álbum debut en solitario, The Brian, el 18 de diciembre de 2006. El álbum incorporó diversos géneros como el soul y el jazz. Con el álbum, Joo dijo que esperaba ganar más respeto como artista, en lugar de ser conocido como "Fly to the Sky sin Hwanhee".
El álbum debutó en el puesto número 7 en la lista mensual de álbumes de la Asociación de la Industria Discográfica de Corea y vendió 15.376 copias a finales de diciembre. El sencillo principal del álbum, una balada titulada "Don't Go", encabezó varias listas de música de Corea del Sur tras su lanzamiento, y obtuvo el primer lugar en Inkigayo el 21 de enero. Mientras promocionaba el álbum, a Joo le diagnosticaron nódulos en las cuerdas vocales, y tuvo que ajustar su agenda para evitar más lesiones.
Joo dejó Show! Music Core en noviembre de 2007 para centrarse en sus promociones en el extranjero.

### 2009-presente:Manifold,Unveiledy teatro musical
El 10 de diciembre de 2009, Joo lanzó su segundo álbum en solitario, Manifold, que vendió 15.000 copias en su preventa. El álbum fue un cambio con respecto al trabajo anterior de Joo, y presentó canciones de hip hop y edm, incluido el sencillo principal "My Girl", con el dúo de hip hop Supreme Team.
Joo firmó un contrato exclusivo con Jellyfish Entertainment en octubre de 2010.
El 7 de abril de 2011, Joo lanzó su primer miniálbum, Unveiled, que incluía como sencillo principal una balada emotiva titulada "Love Is Over Now". Unveiled debutó en el puesto número 7 en la lista de álbumes de Gaon. Para promocionar el álbum, Joo realizó una gira en solitario por los Estados Unidos en junio de 2011.
Al regresar a Corea del Sur, Joo hizo su debut en el teatro musical en agosto en una producción de Seúl de Rent, en la que interpretó el papel de Mark. En 2012, en el Auditorio Shrine de Los Ángeles, California, Joo actuó como miembro principal del elenco representando a la cultura coreana en un musical de estilo Broadway llamado Loving the Silent Tears, y basado en la colección de poesía de la Maestra Suprema Ching Hai para conmemorar el 19º aniversario del Día de la Maestra Suprema Ching Hai.

## Discografía

### Álbumes de estudio
- The Brian (18 de diciembre de 2006)
- Manifold (10 de diciembre de 2009)

### Extended plays
- Unveiled (7 de abril de 2011)
- ReBorn Part 1 (26 de enero de 2012)

## Filmografía

### Programas de televisión
| Año       | Título                                | Papel             | Ref.         |
| --------- | ------------------------------------- | ----------------- | ------------ |
| 2006-2007 | Show! Music Core                      | Presentador       | [ 8 ] [ 15 ] |
| 2009      | Strong Heart                          | Invitado habitual | [ 24 ]       |
| 2014      | Welcome Back to School                | Elenco regular    | [ 25 ]       |
| 2021      | Cooking - The Birth of a Cooking King | Concursante       | [ 26 ]       |
| 2023      | Cleaning Freak Brian                  | Presentador       | [ 27 ]       |

### Series de televisión
| Año  | Título             | Papel                  | Ref.   |
| ---- | ------------------ | ---------------------- | ------ |
| 2011 | The Greatest Love  | Kang-min (cameo)       | [ 28 ] |
| 2015 | My Beautiful Bride | Hombre chaebol (cameo) |        |
| 2018 | Yeonnam-dong 539   | León                   | [ 29 ] |

### Series web
| Año  | Título                    | Papel | Ref.   |
| ---- | ------------------------- | ----- | ------ |
| 2018 | No Choice But to Meet You | Brian | [ 30 ] |

### Programas de radio
| Año  | Título            | Papel       | Ref.   |
| ---- | ----------------- | ----------- | ------ |
| 2022 | 'K-Pop Connection | DJ especial | [ 31 ] |